# Abbazia di Cerisy-la-Forêt
L'abbazia di Cerisy-la-Forêt è un'abbazia un tempo parte dell'ordine benedettino situata a Cerisy-la-Forêt, nel dipartimento della Manica. È dedicata a san Vigor di Bayeux.
Venne fondata nel 1032 dal duca di Normandia Roberto il Magnifico e beneficiò di doni considerevoli e di favori. L'abbazia divenne un importante centro economico e intellettuale, e accolse per più volte alcuni re di Francia e conta tra i suoi membri numerosi intellettuali. Dopo un periodo di declino alla fine del Medioevo, l'abbazia conobbe un periodo di rinascita artistica con la congregazione di San Mauro nel 1716. Nel XVIII secolo, nuove costruzioni agricole vennero costruire. I monaci la lasciarono durante la rivoluzione francese e l'abbazia divenne l'unica chiesa parrocchiale del villaggio di Cerisy-la-Forêt nel 1790. Dalla sua vendita come bene nazionale durante la rivoluzione la maggior parte delle costruzioni monastiche vennero vendute ad un artificiere che le demolirà per vendere in seguito le pietre per la costruzione di strade e di casa, le terre furono ugualmente vendute.
La chiesa abbaziale divenne parte dei monumenti storici nel 1840 mentre l'intera abbazia ne divenne parte nel 1930.

## Ubicazione
L'abbazia è situata nella storica regione di Bessin, dalle sue origini nell'antico dominio ducale poi nel dominio reale, a circa 30 km ad ovest di Caen, a 14 km a nord-est di Saint-Lô ed a 18 km ad ovest di Bayeux. Il suo dominio era situato nel territorio dell'antica diocesi di Bayeux.
L'abbazia è situata al confine della foresta di Cerisy, gestita dall'Ufficio nazionale delle foreste: in particolare è situata nella valle dell'Esque, affluente dell'Aure nel bacino idrografico della Vire.

## Storia

### Fondazione
Le più antiche tracce della storia dell'abbazia di Cerisy-la-Forêt riportano al VI secolo, quando i Galli cominciarono a cristianizzarsi. San Vigor, uno dei primi evangelizzatori di Bessin, ricevette dal ricco signor Volusiano la terra di Cerisy (Cerisiacum) con venticinque villaggi attorno, per ringraziarlo per aver liberato la regione da un « serpente orribile che mandava a morte uomini e animali » (probabilmente un'immagine per descrivere gli dèi gallici). Verso il 510, costruì, dove prima c'era una tavola druidica, un monastero dedicato ai santi Pietro e Paolo. Parallelamente, altri monasteri sotto l'autorità dei vescovi di Bayeux (Reviers, Mont-Chrismat, Deux-Jumeaux, Évrecy, Livry) e di Coutances (Le Ham, Saint-Fromond, Saint-Marcouf) furono costruiti, testimoniando la rapida conversione dei pagani alla religione cristiana.
Nel IX secolo, la Neustria venne invasa dai Vichinghi, che daranno il loro nome alla regione (Normandia viene da "Normanni", ovvero "uomini del Nord"). Nel 891, saccheggiarono Bayeux, che era difesa dal conte Berengario II di Neustria. Le invasioni nella terra di Cerisy avvennero probabilmente nello stesso anno, con la distruzione completa del monastero costruito da Vigor. In due secoli, i Vichinghi si convertirono e divennero la punta di lancia di una cristianità aggressiva ed espansionistica. Rollone, il loro capo, ottenne dal re Carlo III il Semplice i paesi della Bassa Senna con il trattato di Saint-Clair-sur-Epte nel 911, e il Bessin nel 924.
Il 12 novembre 1032, il duca Roberto, di fronte ad Hugues d'Ivry, vescovo di Bayeux, emise la carta di fondazione del nuovo monastero, l'abbazia di Cerisy, dedicata a Vigor. Ma gli archivi diocesani ci dicono che una parte dell'abbazia era già in funzione dal 1030. C'era quindi già un monastero (o almeno una chiesa). La fondazione di Roberto deve essere stata fatta con, o a partire da, un insieme già esistente. Roberto donò diversi beni e foreste, dati in privilegio nel 1032 e vi fece deporre nel 1034 le reliquie leggendarie del patriarca di Gerusalemme.
Tra il 1040 e il 1070, i monaci benedettini disposti attorno al sito della foresta di Cerisy fornirono il legno e la carpenteria necessari alla costruzione voluta dal figlio di Roberto, Guglielmo di Normandia, una grande abbazia sull'esempio della chiesa di Santo Stefano a Caen, costruita con una tradizionale pianta benedettina della Normandia ducale, in un'architettura romanica in pietra di Caen. I lavori ebbero inizio, secondo Philippe Gavet, con l'edificazione dell'abside a tre livelli di arcate tra il 1068 e il 1072, formando la testata. Divenuto re d'Inghilterra, Guglielmo esporterà quest'arte romanica normanna nell'architettura, che alcuni definiranno anglo-normanna. Nel 1048, Guglielmo donò all'abbazia un osso del braccio destro di san Vigor. Ma non era l'abbazia che oggi conosciamo. Si suppone che i lavori di edificazione della navata furono ripresi negli ultimi due decenni dell'XI secolo; quanto all'abside, le tracce della sua fondazione riportano al 1089. Guglielmo farà numerosi doni all'abbazia e la lascerà alla giurisdizione di Roma. La costruzione della chiesa romanica, che sussiste ancora oggi, non fu intrapresa quindi al tempo di Roberto il Magnifico, ma bensì a quello di Guglielmo, e terminò dopo la sua morte.

### A partire dal XII secolo

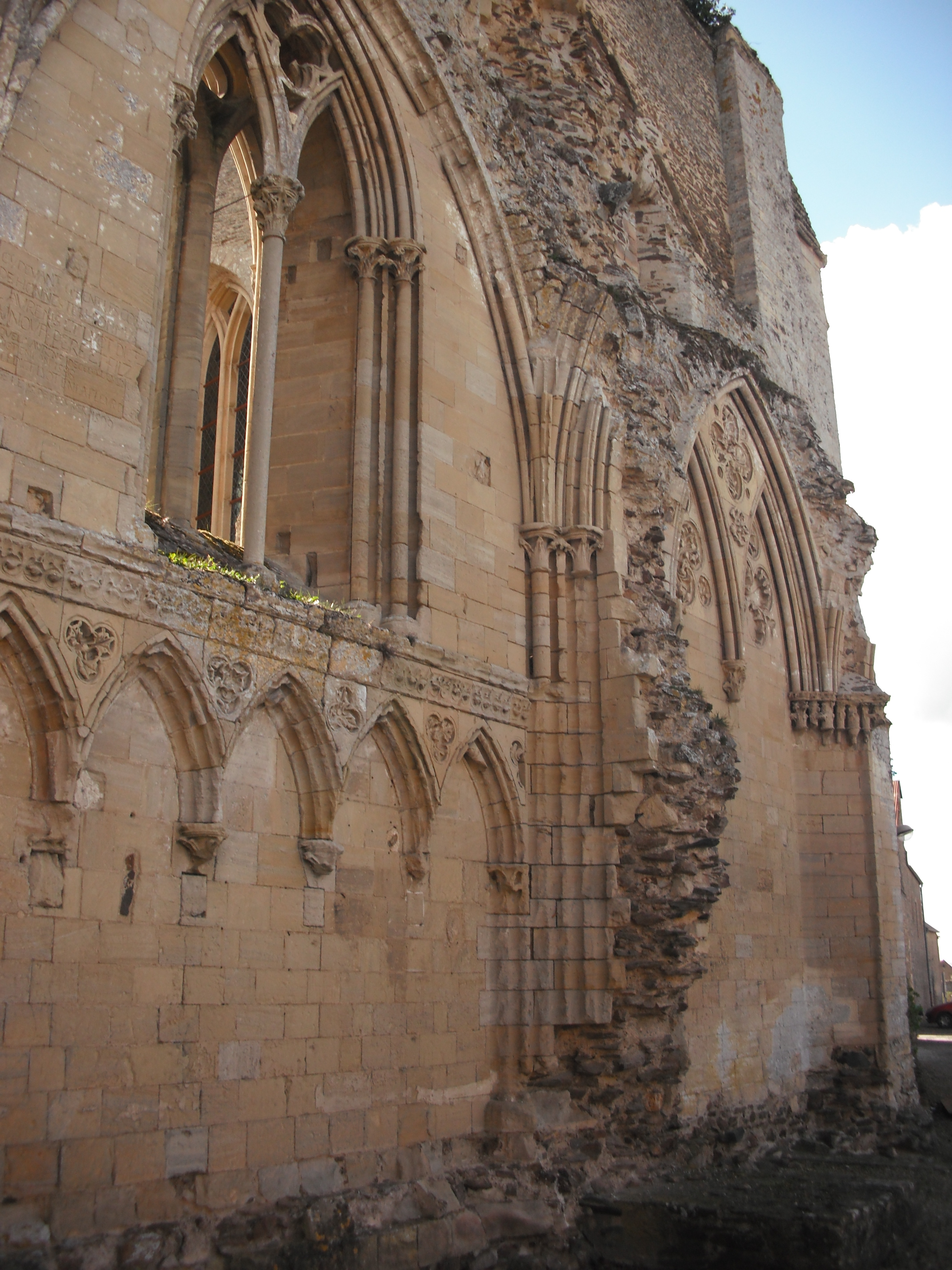
Antico muro dell'abbazia (parte distrutta)

Nel XII secolo, Cerisy estese i suoi poteri sulle antiche abbazie merovingie di Deux-Jumeaux e Saint-Fromond e fondò dei priorati a Saint-Marcouf, Barnavast e Vauville. In quell'epoca, una devozione comune per la Chiesa Romana saldava i Normanni d'Inghilterra, di Francia, d'Italia meridionale e di Grecia. Ovunque, si affermò la loro efficacia militare, così come il loro talento per la costruzione. L'architettura religiosa conobbe il suo più brillante periodo. Nel 1178, il papa Alessandro III confermò con una bolla particolare, i privilegi dell'abbazia di Cerisy, che attendeva l'appoggio del papa durante tutto il XII secolo.
Cerisy era un importante borgo in quell'epoca. L'abbazia contava circa quarantotto parrocchie e otto priorati, di cui due in Inghilterra (Sherborne e Peterborough). Tutti dipendenti della Santa Sede, Cerisy intratteneva relazioni con i monasteri di Mont-Saint-Michel, di Saint-Ouen a Jumièges, di Bec-Hellouin, di Fécamp ed anche quella di Caen.
Nel 1337, le rivalità dinastiche tra i Valois e i re d'Inghilterra fecero precipitare il paese nella Guerra dei cent'anni che portò il paese alla miseria, ancora distrutto dalle epidemie di peste. L'abbazia venne fortificata e un presidio ci si installò. Nel 1418, Richard de Silly, cavaliere e capitano dell'abbazia, si vide costretto a cedere l'abbazia al re d'Inghilterra. Dopo la vittoria del conestabile di Richemont su gli Inglesi a Formigny nel 1450, la Normandia tornò definitivamente parte del regno di Francia.
Alla fine del concordato di Bologna del 1516, l'abbazia è messa in ordine. Come tutte le abbazie del regno, ciò significa che l'abate, che poteva ora essere un laico, non fu più nominato da una comunità di monaci e ottenne i benefici dei ricavi dell'abbazia mentre il potere spirituale fu confinato ad un priore. La sua amministrazione venne a volte affidata ad una persona nominata all'esterno della comunità. Questa fu la fine della sua indipendenza. L'abbazia declinerà fino alla morte del suo ultimo abate commendatario, Paul d'Albert de Luynes, arcivescovo di Sens, nel 1788.